# Ikrandraco
Ikrandraco é um gênero de pterossauro do clado Pteranodontoidea do Cretáceo Superior da China. Há uma única espécie descrita para o gênero Ikrandraco avatar. Seus restos fósseis foram encontrados na formação Jiufotang na província de Liaoning e foram datados do Aptiano.